# Heisse Ware
Heisse Ware ist ein gemeinsames Mixtape der Berliner Rapper B-Tight und Tony D. Es erschien am 8. August 2005 über das Independent-Label Aggro Berlin. Heisse Ware wurde von DJ Werd gemixt und konnte in die Top 30 der deutschen Album-Charts einsteigen.

## Hintergrund
Nachdem B-Tight im Jahr 2002 die EP Der Neger (in mir) veröffentlicht hatte, trat er im Folgenden hauptsächlich auf Tonträgern anderer Rapper sowie den Samplern von Aggro Berlin in Erscheinung. 2004 konnte das Berliner Label mit Sido seinen ersten Künstler in den Top 10 der deutschen Charts platzieren. Ein Jahr später folgte der Rapper Fler. Durch die Vermarktung von Sido und Fler, trat B-Tight zeitweise in den Hintergrund. Im August 2005 erschien mit Heisse Ware der erste Tonträger B-Tights nach drei Jahren. Tony D, der zur Entstehungszeit von Heisse Ware nicht bei Aggro Berlin unter Vertrag stand, erhielt kurze Zeit später einen Künstlervertrag bei dem Berliner Label und wurde Ende 2005 auf dem Sampler Aggro Ansage Nr. 5 einer breiteren Masse vorgestellt.

## Moderation

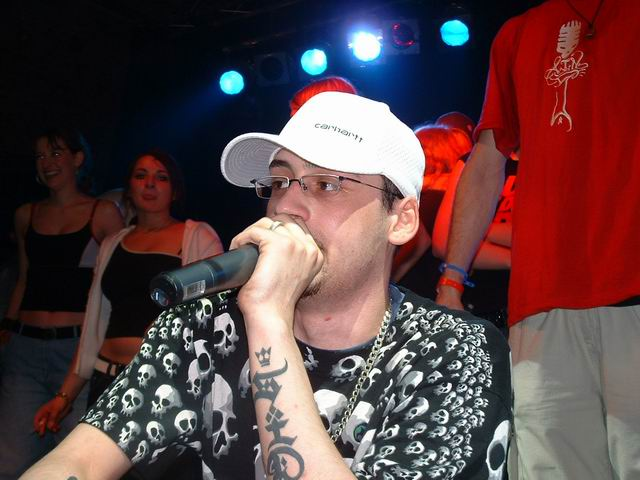
Sido im Jahr 2003

Das Mixtape wird von dem Berliner Rapper Sido moderiert. Damit übernimmt er die Aufgabe des sogenannten Hosts, die vor allem auf Mixtapes US-amerikanischer Hip-Hop-Künstler Verwendung findet. Im Vorfeld der Veröffentlichung äußerte sich Sido dazu, warum er auf Heisse Ware lediglich die auftretenden Rapper vorstellt und nicht selber auf einem Stück vertreten ist:

„Im Moment muss immer ich mich mit der ganzen Scheiße hier auseinandersetzen. Für jeden Berliner Rapper, der irgendwo irgendeine Mutter gefickt hat, werde ich verantwortlich gemacht. Und ich werde, wenn die CD eines Tages indiziert wird, auch wieder derjenige sein, der dafür gerade stehen muss. Deswegen halte ich mich da mit Absicht ein bisschen raus. Das Ding ist mir einfach eine Nummer zu hart. Zu heiße Ware.“

## Titelliste
1. Intro Skit – 1:08
2. Heisse Ware – 3:29
3. Aus’m Westen (Remix) – 1:53
4. Sag nichts – 3:32
5. Ich will – 3:24
6. Death Threat (feat. Tim Dog) – 3:28
7. Twoh – 2:44
8. So fresh so clean (Fler und G-Hot) – 1:31
9. Jump Jump (Tony D) – 0:49
10. Scheiß drauf (B-Tight) – 2:39
11. AGGRO BERLIN CRIME (feat. Chuky, Frauenarzt, Smoky, Manny Mark und MC Bogy) – 4:32
12. Dein Leben – 0:27
13. Viel Gas (Remix) – 3:30
14. Sei wie du bist (Alpa und Joe Rilla) – 2:12
15. Berlin-Paris (Gilles K.) – 3:36
16. Tony D. (Tony D) – 2:37
17. Der Araber und der Neger – 3:38
18. Westberlin (feat. NHT und MOK) – 3:32
19. Kein Funsport (Grüne Medizin; Rap jedoch nur von Mitglied Koeppen) – 2:19
20. Freunde (B-Tight und Alpa) – 3:06
21. Partytime (Fuhrman und Alpa) – 2:27
22. Fünfer – 2:24
23. So drauf (B-Tight) – 2:24
24. 1, 2, 3 (Tony D) – 3:21
25. Ab Ab – 3:15
26. 1, 2, 3 (Tony D) (Videoclip) – 3:50

## Gastbeiträge

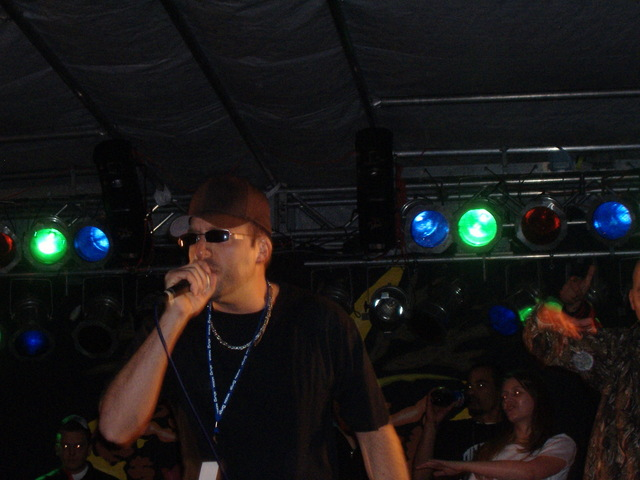
Rapper und Produzent Frauenarzt

Auf Heisse Ware sind eine Vielzahl an Gastbeiträgen zu finden. Besonders hervorzuheben sind die Berliner Rapper von Berlin Crime. Einige Vertreter dieser Hip-Hop-Posse sind auf dem Musikstück Aggro Berlin Crime vertreten. Dabei handelt es sich um Frauenarzt, MC Bogy, Manny Marc, Smoky und Chuky. Heisse Ware ist damit die erste Veröffentlichung des Labels Aggro Berlin, auf welchem Berlin Crime vertreten ist. Insbesondere Frauenarzt und MC Bogy arbeiteten seit der Veröffentlichung von Heisse Ware regelmäßig mit Rappern von Aggro Berlin zusammen. Bogy veröffentlichte 2007 auch das Album Willkommen in Abschaumcity über Aggro Berlin.

„Diese Features sollen den Leuten zeigen, dass es nicht so ist, wie alle immer sagen. Ich meine, das ist schon ein Statement. Wenn die Sekte was mit BC macht, aus Kreuzberg und dem MV noch jemand kommt, dann zeigt das, dass Berlin nicht so verstritten ist, wie man denkt.“

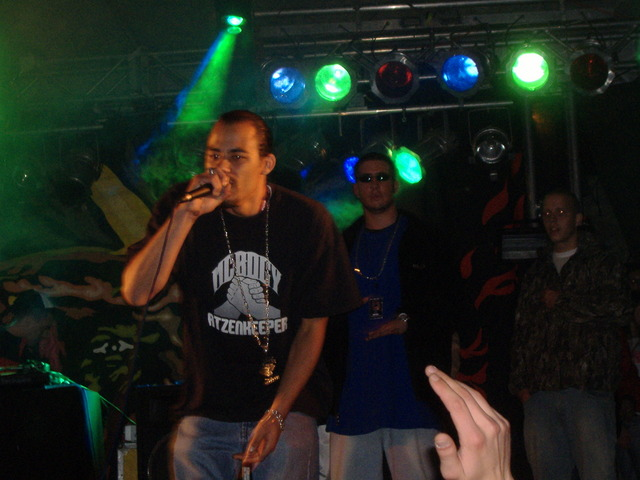
Smoky bei einem Konzert

Weitere Gastbeiträge erfolgten durch die Sektenmitglieder Alpa Gun und Fuhrmann, welche heute bei Sektenmuzik unter Vertrag stehen, sowie durch MOK. Auf Sei wie du bist ist Joe Rilla, der 2004 B-Tight, Sido und Fler auf der Aggro Ansage Nr. 4-Tour begleitet hat, vertreten. So fresh so clean ist ein gemeinsames Lied von Fler und G-Hot ohne Beteiligung von B-Tight und Tony D. Des Weiteren ist NHT an einem Stück beteiligt.
Auf Heisse Ware befinden sich des Weiteren zwei internationale Rapper. Auf Berlin Paris ist der französische Rapper Gilles K. zu hören. Hervorzuheben ist außerdem der Beitrag durch den New Yorker Rapper Tim Dog. Dieser wurde in den 1990er Jahren unter anderem durch Streitigkeiten mit der Gruppe N.W.A bekannt.

## Produktion
An der Produktion von Heisse Ware waren acht Musiker beteiligt. Sido produzierte unter dem Pseudonym Sido Gold die Titel Berlin Paris, Scheiß drauf, Freunde und Partytime. Tony D hat mit Heisse Ware, Aggro Berlin Crime und 1, 2, 3 drei Stücke produziert. Ebenfalls drei Produktionen steuerte B-Tight unter seinem Pseudonym Beatight bei. Diese können den Stücken Fünfer, So drauf und Ab Ab zugeordnet werden. Fuego, der bereits auf dem ein Jahr zuvor erschienenen Sampler Aggro Ansage Nr. 4 mehrere Beats produziert hatte, war für die musikalische Untermalung der Titel Ich will und Viel Gas (Remix) verantwortlich. Die Beathoavenz produzierten das Lied Sei wie du bist und der Titel Death Threat wurde von Paul NZA beigesteuert. Außerdem zeichnete Joe Rilla für die musikalische Untermalung von Twoh und Dan für Sag nichts verantwortlich.

## Illustration
Auf dem Cover sind die Köpfe der Rapper B-Tight und Tony D erkennbar. Im unteren Teil des Bildes werden die vertretenen Gastrapper aufgelistet. Am linken Rand steht in großen Lettern, vertikal Tony D, am rechten Rand ist B-Tight lesbar.
Die Gestaltung des Covers wurde von Aggro Berlin-Chef Specter übernommen. Für die Fotos des Booklets ist Florian Wörner verantwortlich.

## Video
Die CD enthält ein zusätzliches Musikvideo zu Tony Ds „1, 2, 3“ (Track 24).
Zu dem Lied Twoh entstand ein Videoclip, der jedoch nicht auf der CD enthalten ist. In diesem sind diverse Szenen, in denen Tony D und B-Tight in einem Park sind, zu sehen. Twoh ist nur auf verschiedenen Videoportalen im Internet einsehbar und wurde nicht wie die meisten Clips von Aggro Berlin auf den Musikfernsehsendern ausgestrahlt.

## Rezeption

### Erfolg
Das Mixtape stieg auf Platz 27 der deutschen Album-Charts ein. In der zweiten Woche fiel Heisse Ware auf Platz 36 der Charts. Anschließend belegte der Tonträger Position 45. In der 37. Kalenderwoche des Jahrs 2005 belegte das Mixtape Platz 64 der Album-Charts. Im Anschluss daran konnte Heisse Ware noch Position 90 und 99 der deutschen Charts erreichen, bevor es aus der Liste der 100 meistverkauften Alben der Woche verschwand.

### Kritik
Die Kritiken zu Heisse Ware fielen sehr unterschiedlich aus. Die deutsche E-Zine Laut.de wertete den Tonträger mit einem von möglichen fünf Punkten. Damit erhielt das Mixtape von B-Tight und Tony D die schlechteste Wertung, die auf dieser Seite möglich ist. Der zuständige Redakteur Philipp Gässlein bezeichnet die Beats des Tonträgers als „zu überladen und unstrukturiert“. Positiv werden nur die Produktionen der Lieder Twoh von Joe Rilla, Sei wie du bist von den Beathoavenz sowie die Beats von B-Tight hervorgehoben. Vor allem Tony D wird von Gässlein als „lyrischer Witz mit Lederjacke und dicker Kette“ kritisiert. Aus der Sicht des Redakteurs verfügt Tony D über keinen Flow. Dagegen werden die Beiträge des US-Amerikaners Tim Dog und des Franzosen Gilles K sowie das Stück So fresh so clean von Fler und G-Hot positiv hervorgehoben.

„Das Interessanteste, was mit diesem Produkt anzufangen ist, wäre, zu zählen, ob die Häufigkeit der Wortes ‚Fick‘ in Aggro Berlin Crime schon für einen Eintrag im Guinness-Buch ausreichen.“

Im Gegensatz zu Laut.de, ernannte die Redaktion des Hip-Hop-Magazins Juice den Tonträger zum Tape des Monats. Dabei geht, aus Sicht des zuständigen Redakteurs, Heisse Ware trotz der Bezeichnung Mixtape „als eigenes Album durch“.

„Highlights sind definitiv Death Threat mit NY-Veteran Tim Dog, das crunke, von BC unterstützte Aggro Berlin Crime, die Autohymne Viel Gas, Partytime mit Fuhrmann und Alpa sowie das aberwitzige Fünfer. […] Freunde des humorig harten Sektenstyles kommen hier jedenfalls voll auf ihre Kosten, Aggro-Hasser werden angesichts der vielen BpjM-Bonbons, Unflätigkeiten und dem die Geister scheidenden Tony D allerdings Kotzen. Aber diesmal so richtig. Geile CD.“

Die Internetseite Rap.de bezeichnete die Lieder von Heisse Ware als „qualitativ hochwertig“. Der Redakteur wies dennoch darauf hin, dass der Tonträger nicht für „poetische Siebenschläfer oder gar musikalische Softies konzipiert worden“ ist. In einem abschließenden Fazit wird in der Wertung angemerkt, dass Heisse Ware teilweise von den „gut gewählten“ Gastbeiträgen befreundeter Rapper lebt.

### Indizierung
Die CD wurde im Juli 2012 auf die Liste A der Bundesprüfstelle für jugendgefährdende Medien gesetzt.